# محمد عثمان
محمد عثمان (عربی: محمد عثمان؛ زادهٔ ۱ ژانویهٔ ۱۹۹۴) بازیکن فوتبال کردتبار اهل سوریه است.
از باشگاه‌هایی که در آن بازی کرده‌است می‌توان به باشگاه فوتبال ویتس‌آرنهم و باشگاه فوتبال هراکس آلملو اشاره کرد و بیگ بیر هرات اشاره کرد.
وی همچنین در تیم‌های ملی فوتبال زیر ۱۷ سال هلند و سوریه بازی کرده‌است.